# Jaime de la Barra Jara
Jaime de la Barra Jara (16 de diciembre de 1963) es un ingeniero comercial, empresario y académico chileno, actual socio de Compass Group en Chile. 

## Reseña biográfica
Estudió la carrera de ingeniería comercial en la Pontificia Universidad Católica de Chile. Aún siendo estudiante, se incorporó a Citicorp Chile, como VP de la unidad de Finanzas Corporativas. Luego cursó un MBA en Escuela de negocios Wharton en la Universidad de Pensilvania, en los Estados Unidos. 
De vuelta en Chile se sumó al Grupo Santander en Chile, como Gerente de Estudios, entre los años 1992 y 1996. Tras esto, fundó Compass Group junto a Manuel José Balbontín, donde actualmente se desempeña como Head of Global Advisory y Senior Investment Strategist en Chile.
Entre el año 2006 y 2013 fue miembro del Consejo Consultivo de Mercado de Capitales del Ministerio de Hacienda de Chile. Adicionalmente fue también uno de los Fundadores y Expresidente de la Asociación Chilena de Administradoras de Fondos de Inversión (ACAFI).
También es director de Icare Chile, donde preside el Círculo de Finanzas y Negocios, miembro del Consejo Asesor de Endeavor Chile, miembro del Executive Board for Latin America de Wharton School of the University of Pennsylvania y es Socio Fundador y Director de InBest, organización privada sin fines de lucro dedicada a promover a Chile como el Centro financiero para América Latina.
Se ha desempeñado como profesor de Mercados de Capitales e Instituciones Financieras de la Universidad de Los Andes (Chile) y como columnista del periódico chileno La Tercera.